# Until the End of Time
Until the End of Time este un cântec al lui Justin Timberlake, produs de Timbaland. Acesta face parte de pe albumul "FutureSex/LoveSounds". Piesa a fost reînregistrată, alături de cântăreața Beyoncé. Varianta duetului (Justin & Beyoncé) s-a dovedit a fi mai populară decât originalul, ajungând în top 20 în Billboard Hot 100.  

## Versiuni și Remix-uri
- Original Solo Album Version (5:23)
- Duet cu Beyoncé (5:24)
- Duet cu Beyoncé Instrumental (5:06)
- Music Video version (6:47)
- Jason Nevins Extended Mix (7:20)
- Jason Nevins Mix-Show (5:43)
- Jason Nevins Dub (7:18)
- Johnny Vicious and DJ Escape Remix (8:36)
- Johnathan Peters Club Mix (8:51)
- Johnathan Peters Dub (8:50)
- Mike Rizzo Global Club Mix (7:31)
- Mike Rizzo Global Radio Edit (3:48)
- Mike Rizzo Global Dub
- Ralphi Rosario Big Dub (10:03)
- Ralphi Rosario Big Radio Edit (3:54)
- Groove Connection Club Mix (6:51)
- Groove Connection Radio Mix (4:00)
- Sebastian Leger Club Mix (9:05)
- Sebastian Leger Radio Mix (4:43)
- Funkateria Remix (8:51)
- Pokerface Club Mix (5:27)
- Pokerface Radio Mix (3:45)
- Future presidents radio mix (3:36) (Chile edition)

Toate versiunile remixate în duet cu Beyoncé

## Prezența în clasamente
Cântecul a devenit popular la posturile radio R&B, atingând poziția cu numărul 3 în clasamnetul US Hot R&B/Hip-Hop Songs. Datorită difuzărilor masive, piesa a atins poziția cu numărul 23 în  US Billboard Hot 100. După lansarea duetului cu Beyoncé, piesa a mai urcat până pe locul 17 în Hot 100. "Until the End of Time" a mai activat în clasamentele din Germania, Australia, Austria, Chile și Suedia.

## Clasamente
| Clasament (2007)                     | Poziția maximă |
| ------------------------------------ | -------------- |
| Euro Top 200 Chart                   | 230            |
| Swedish Singles Chart                | 60             |
| Austrian Singles Chart               | 52             |
| Chilean Singles Chart                | 12             |
| Australian Hot 30 Countdown          | 2              |
| Lithuanian Airplay Chart             | 39             |
| German Singles Chart                 | 39             |
| U.S. Billboard Hot R&B/Hip-Hop Songs | 3              |
| U.S. Billboard Hot 100               | 17             |
| U.S. Billboard Top 40 Mainstream     | 26             |
| U.S. Billboard Pop 100               | 36             |
| U.S. Billboard Hot Dance Club Play   | 20             |